# Vidalia (Geórgia)
Vidalia é uma cidade localizada no estado americano de Geórgia, no Condado de Montgomery e Condado de Toombs.

## Demografia
Segundo o censo americano de 2000, a sua população era de 10.491 habitantes.
Em 2006, foi estimada uma população de 11.163, um aumento de 672 (6.4%).

## Geografia
De acordo com o United States Census Bureau tem uma área de 45,2 km², dos quais 44,9 km² cobertos por terra e 0,3 km² cobertos por água. Vidalia localiza-se a aproximadamente 75 m acima do nível do mar.

## Localidades na vizinhança
O diagrama seguinte representa as localidades num raio de 20 km ao redor de Vidalia.